# 馬拉 (撒丁島)
馬拉（義大利語：Mara），位於意大利撒丁岛，是薩薩里省的一個市鎮，位處撒丁岛首府卡利亞里以北140（87英里），薩薩里省首府薩薩里南方22（14英里）。